# تکیه جوستان
تکیه جوستان روستایی از توابع شهرستان طالقان در استان البرز ایران است. تاتی زبان رایج در تکیه جوستان است.

## جمعیت
این روستا در دهستان بالاطالقان قرار دارد و براساس سرشماری مرکز آمار ایران در سال ۱۳۸۵، جمعیت آن ۵۲ نفر (۱۷خانوار) بوده‌است.